# Andrea Chiarotti
Andrea Chiarotti (Torino, 5 dicembre 1966 – Torre Pellice, 8 giugno 2018) è stato un hockeista su slittino, hockeista su ghiaccio, allenatore di hockey su ghiaccio e allenatore di hockey su slittino italiano.

## Carriera

### Hockey su ghiaccio
Nato a Torino ma cresciuto a Torre Pellice, soprannominato Ciaz, si avvicinò giovanissimo all'hockey su ghiaccio, militando nell'HC Valpellice.
Nel 1982, a sedici anni, fece il suo esordio in prima squadra.
Nel 1990 perse la gamba in un incidente motociclistico. Dal 1994 intraprese l'attività di allenatore, dapprima nelle giovanili di HC Valpellice, HC Pinerolo, HC Draghi Torino ed All Stars Piemonte, poi, tra il 2004 ed il 2006, come primo allenatore del Valpellice in serie A2. Nei tre anni successivi fu il secondo di Massimo Da Rin sempre sulla panchina del Valpellice. Successivamente tornò ad occuparsi di settore giovanile.

### Hockey su slittino
Nel 2003 il Comitato Italiano Paralimpico mise in piedi, in vista della disputa delle paralimpiadi di Torino 2006, la nazionale di hockey su slittino, e Chiarotti fu chiamato a guidarla come allenatore.
Chiarotti tuttavia si dimise dopo poco, preferendo tornare alla pratica sportiva. Da allora al 2017 ha vestito la maglia dei Tori Seduti Torino con cui ha vinto quattro titoli italiani.
Fin dalla nascita della nazionale ne è stato il capitano. In azzurro si è laureato campione europeo nel 2011 e vicecampione nel 2016, ed ha preso parte alle edizioni 2008, 2009, 2012 e 2013 del campionato del mondo di hockey su slittino.

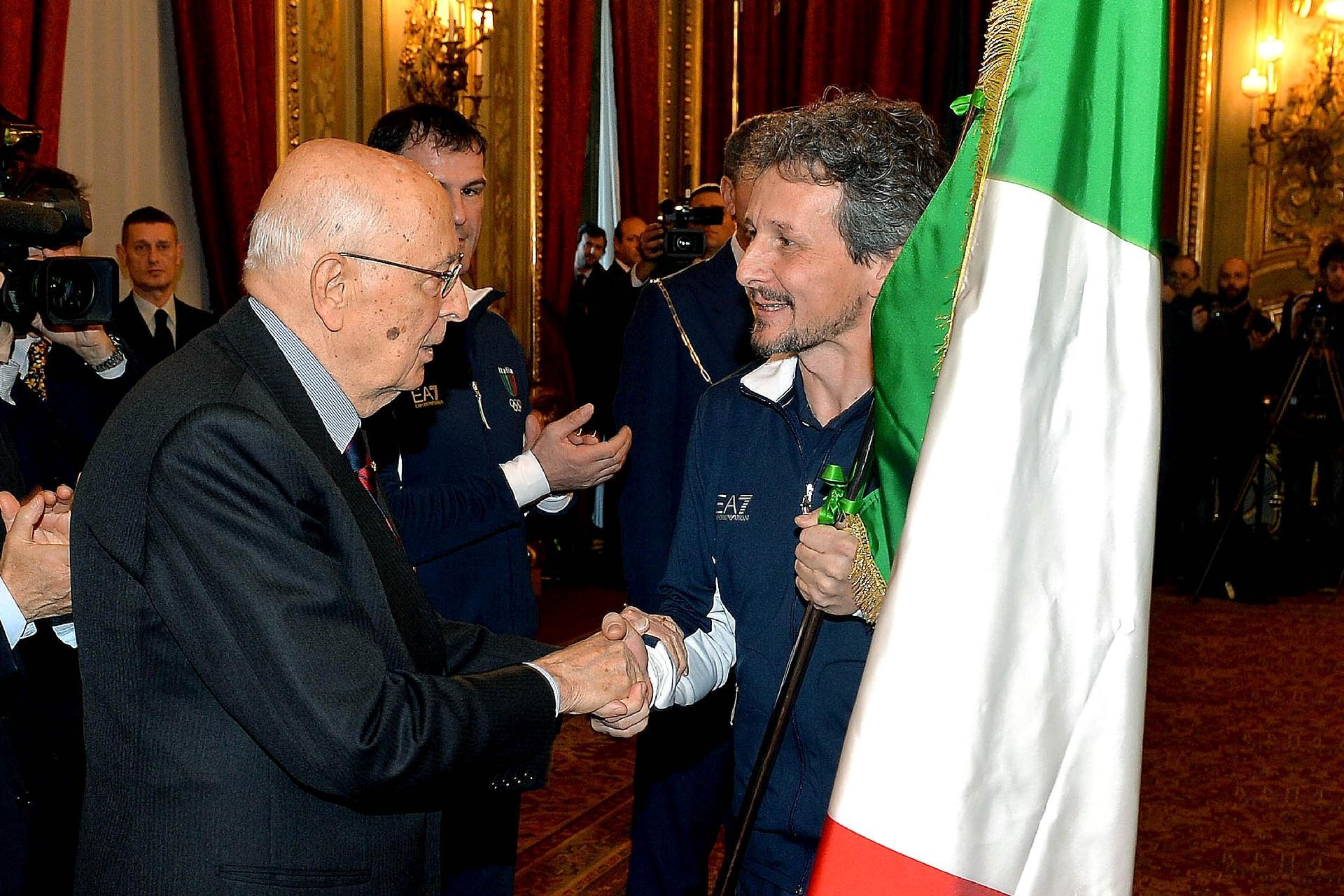
Chiarotti e Giorgio Napolitano alla cerimonia di consegna del tricolore in vista di Sochi 2014

Ha partecipato anche a tre edizioni delle paralimpiadi invernali: oltre a Torino 2006, ha fatto parte della spedizione azzurra anche a Vancouver 2010 ed a Sochi 2014, dov'è stato portabandiera.
Nell'estate 2017 ha lasciato l'hockey su slittino giocato ed il ruolo di assistente allenatore dei Tori Seduti Torino, assumendo il ruolo di team leader degli azzurri.

### Morte
È morto a causa di un tumore al fegato pochi mesi dopo il quarto posto ottenuto dall'Italia a Pyeongchang 2018.

### Trofeo Andrea Chiarotti
Dal 2022, per iniziativa della FISG, la Coppa Italia di Para Ice Hockey ha preso ufficialmente il nome di Trofeo Andrea Chiarotti, in memoria del pioniere della disciplina in Italia.

## Palmarès

### Hockey su slittino

#### Club
- 4 Campionati italiani:
  - 2005
  - 2005-2006
  - 2006-2007
  - 2012-2013

#### Nazionale
- 1 Campionato europeo di hockey su slittino:
  - Sollefteå 2011
- 1 Campionato europeo di hockey su slittino:
  - Östersund 2016